# Utacapnia nedia
Utacapnia nedia är en bäcksländeart som först beskrevs av Nebeker och Gaufin 1966.  Utacapnia nedia ingår i släktet Utacapnia och familjen småbäcksländor. Inga underarter finns listade i Catalogue of Life.